# Bro hymn
«Bro hymn» és una cançó de hardcore melòdic del grup estatunidenc Pennywise. Pertany al seu àlbum de debut homònim de 1991 i apareix també a Full circle de 1997 com a «Bro hymn tribute». La lletra tracta de la mort dels amics del primer baixista del grup Jason Thirsk (1967-1996): Tim Colvin i Carlos Canton (ambdós van morir en accidents de moto), i Tom Nichols (que es va ofegar al moll d'Hermosa Beach el 1988).

## Història
El 1996, després de la mort de Thirsk, «Bro hymn es va enregistrar de nou per al quart àlbum de Pennywise Full circle com a «Bro hymn tribute», i li està dedicada. En aquesta versió, una de les línies de l'original, Canton, Colvin, Nichols, this one's for you, es substitueix per Jason Matthew Thirsk, this one's for you. A més, To all my friends es va substituir per To our best friend, i Especially those who weren't with us too long es va substituir per Though you weren't with us too long, en referència a Thirsk que va ser el primer baixista de la banda. Though you weren't with us too long amb les paraules is i you can essent substituïdes per was i we could, i al final Canton, Colvin, Nichols, this one's for you per Jason, my brother, this one's for you. Aquesta versió de «Bro hymn» és una de les cançons més conegudes de Pennywyse i amb què sovint tanquen els concerts.
La cançó del discjòquei Bassnectar «Pennywise tribute, del seu àlbum Vava voom, és un remix de «Bro hymn tribute». També Camarada Kalashnikov en van fer una versió en català, «Mai caminaràs sol», com a part del seu treball de 2008 Mans, ment i cor.
«Bro hymn» és també l'himne de nombrosos equips esportius d'arreu del món, principalment als Estats Units d'Amèrica:
- Els Anaheim Ducks de la National Hockey League (NHL) la van fer sonar després de cada gol a casa des de la temporada 2005-06 fins a la temporada 2023-24.[6] Quan els Ducks van guanyar les Stanley Cup Finals de 2007, Pennywises va tocar «Bro hymn» en directe a la celebració de la victòria de l'equip. Aquesta versió es va ampliar per a cobrir el temps que va trigar l'equip a recórrer la catifa vermella i arribar a l'escenari amb l'Stanley Cup. La lletra de la cançó també es va canviar a Anaheim Ducks, this one's for you...[7]
- Els Philadelphia Flyers de la NHL també van utilitzar «Bro hymn» des de la temporada 2007-08 fins al final de la temporada regular 2010-11 per a cada gol dels Flyers marcat a casa.
- Els New York Islanders de la NHL van fer d'aquesta la seva cançó de gol el 12 de desembre de 2009.
- El VfB Stuttgart la fa sonar a casa com a celebració de gol des de la temporada 06/07.
- També és la celebració de gol del club de futbol neerlandès l'SBV Vitesse, dels clubs de futbol belgues KRC Genk i SV Zulte Waregem, del Houston Dynamo de la Major League Soccer dels Estats Units, i els San Jose Quakes la van utilitzar per a celebrar els gols a casa durant la temporada 2010
- Els Arizona Cardinals de la National Football League la van utilitzar per a la cançó de touchdown la temporada 2008, així com els Jacksonville Jaguars van fer sonar la cançó després d'una victòria durant la temporada 2010 i va ser habitual després dels touchdowns durant la temporada 2011,[8] i Los Angeles Chargers, durant les seves últimes temporades a San Diego.
- S'utilitza també com a cançó d'entrada per al lluitador de pes lleuger de la Ultimate Fighting Championship Jason Brilz.[9]
- Els San Diego Padres van utilitzar aquesta cançó com a cançó de la victòria a Petco Park a principis de la dècada de 2010 i de nou per a la temporada 2020.
- Los Angeles Angels van utilitzar aquesta cançó cada cop que van fer un quadrangular a casa fins al 2022.